# I liga 1969-1970
L'edizione 1969-70 del Campionato polacco di calcio vide la vittoria finale del Legia Varsavia.
Capocannoniere del torneo fu Andrzej Jarosik (Zagłębie Sosnowiec), con 18 reti.

## Classifica finale
|     | Classifica         | G  | V  | N  | P  | GF | GS | Pt |
| --- | ------------------ | -- | -- | -- | -- | -- | -- | -- |
| 1.  | Legia Varsavia     | 26 | 17 | 6  | 3  | 43 | 17 | 40 |
| 2.  | Ruch Chorzów       | 26 | 12 | 11 | 3  | 42 | 20 | 35 |
| 3.  | Górnik Zabrze      | 26 | 13 | 9  | 4  | 35 | 20 | 35 |
| 4.  | Polonia Bytom      | 26 | 11 | 9  | 6  | 27 | 22 | 31 |
| 5.  | Zagłębie Sosnowiec | 26 | 11 | 5  | 10 | 36 | 32 | 27 |
| 6.  | Gwardia Warszawa   | 26 | 9  | 8  | 9  | 2  | 23 | 26 |
| 7.  | Katowice           | 26 | 8  | 10 | 8  | 19 | 18 | 26 |
| 8.  | Wisła Cracovia     | 26 | 7  | 10 | 9  | 20 | 28 | 24 |
| 9.  | Stal Rzeszów       | 26 | 9  | 5  | 12 | 30 | 36 | 23 |
| 10. | Szombierki Bytom   | 26 | 7  | 8  | 11 | 25 | 33 | 22 |
| 11. | Zagłębie Wałbrzych | 26 | 6  | 10 | 10 | 20 | 28 | 22 |
| 12. | Pogoń Szczecin     | 26 | 6  | 9  | 11 | 21 | 31 | 21 |
| 13. | Odra Opole         | 26 | 6  | 9  | 11 | 22 | 36 | 21 |
| 14. | KS Cracovia        | 26 | 2  | 7  | 17 | 16 | 38 | 11 |

### Verdetti
- Legia Varsavia Campione di Polonia 1969-70.
- Odra Opole e Cracovia retrocesse in II liga polska.